# Großsteingrab Lübow
Das Großsteingrab Lübow war eine megalithische Grabanlage der jungsteinzeitlichen Trichterbecherkultur bei Lübow im Landkreis Nordwestmecklenburg (Mecklenburg-Vorpommern). Es wurde 1838 zerstört und dabei untersucht. Die noch erhaltenen Fundgegenstände befinden sich heute in der Sammlung des Archäologischen Landesmuseums Mecklenburg-Vorpommern in Schwerin.

## Lage
Das Grab befand sich auf dem Pfarracker bei Lübow.

## Beschreibung
Die Anlage wird beschrieben als „ein mit großen Steinen umstelltes Hünengrab“. Angaben zu Maßen und Ausrichtung liegen nicht vor. Es handelte sich um ein kammerloses Hünenbett; Ewald Schuldt führte es, wohl irrtümlich, als Ganggrab. Die Begräbnisstelle wies keine steinernen Wand- oder Deckeneinbauten auf. Lediglich der Boden war kreuzförmig mit Rotsandsteinplatten gepflastert.
Auf dem Pflaster wurden die Reste von fünf Keramikgefäßen gefunden. In einer Ascheschicht neben dem Pflaster lagen mehrere Tierknochen, darunter Reste eines Pferdeschädels, außerdem zwei Feuerstein-Beile und ein Stück Schwefelkies. Erhalten sind noch die Scherben einer Zylinderhalsschale und eines Napfes.